# 马尔杜克·阿海·埃瑞巴
马尔杜克·阿海·埃瑞巴（约公元前1046年前后在位）（英語：Marduk-ahhe-eriba）伊辛第二王朝后期的国王之一。承袭阿达德·阿普拉·伊地那之位。在位极为短暂，存世的唯一一部与其同期的土地文书现存于土耳其伊斯坦布尔。死后由马尔杜克·泽尔·X继任君位。